# Grand Prix Formule 1 van Frankrijk 1966
De Grand Prix Formule 1 van Frankrijk 1966 werd gehouden op 3 juli op het circuit van Reims-Gueux in Reims. Het was de derde race van het seizoen.

## Uitslag
| Pos. | Nr. | Coureur         | Constructeur    | Rondes | Tijd / Oorzaak uitval | Grid | Punten |
| ---- | --- | --------------- | --------------- | ------ | --------------------- | ---- | ------ |
| 1    | 12  | Jack Brabham    | Brabham-Repco   | 48     | 1:48:31.3             | 4    | 9      |
| 2    | 22  | Mike Parkes     | Ferrari         | 48     | + 9.5                 | 3    | 6      |
| 3    | 14  | Denny Hulme     | Brabham-Repco   | 46     | + 2 Rondes            | 9    | 4      |
| 4    | 6   | Jochen Rindt    | Cooper-Maserati | 46     | + 2 Rondes            | 5    | 3      |
| 5    | 26  | Dan Gurney      | Eagle-Climax    | 45     | + 3 Rondes            | 14   | 2      |
| 6    | 44  | John Taylor     | Brabham-BRM     | 45     | + 3 Rondes            | 15   | 1      |
| 7    | 36  | Bob Anderson    | Brabham-Climax  | 44     | + 4 Rondes            | 12   |        |
| 8    | 8   | Chris Amon      | Cooper-Maserati | 44     | + 4 Rondes            | 7    |        |
| NC   | 42  | Guy Ligier      | Cooper-Maserati | 42     | Niet geklasseerd      | 11   |        |
| NF   | 2   | Pedro Rodriguez | Lotus-Climax    | 40     | Olielek               | 13   |        |
| NC   | 20  | Lorenzo Bandini | Ferrari         | 37     | Niet geklasseerd      | 1    |        |
| NC   | 30  | Jo Bonnier      | Brabham-Climax  | 32     | Niet geklasseerd      | 17   |        |
| NF   | 16  | Graham Hill     | BRM             | 13     | Motor                 | 8    |        |
| NF   | 38  | Jo Siffert      | Cooper-Maserati | 10     | Brandstofsysteem      | 6    |        |
| NF   | 32  | Mike Spence     | Lotus-BRM       | 8      | Koppeling             | 10   |        |
| NF   | 10  | John Surtees    | Cooper-Maserati | 5      | Brandstofsysteem      | 2    |        |
| NF   | 4   | Peter Arundell  | Lotus-BRM       | 3      | Versnellingsbak       | 16   |        |

## Statistieken
| Pole-position | Lorenzo Bandini | Ferrari | 2:07.8 |
| Snelste ronde | Lorenzo Bandini | Ferrari | 2:11.3 |

## Noot
- Dit was de eerste pole position voor Lorenzo Bandini.
- Eerste podiumplaats voor Mike Parkes en Denny Hulme.
- Dit was de eerste winst in 52 Grands Prix - en sinds de Grote Prijs van Portugal van 1960 zes jaar eerder - voor Jack Brabham; tot dat moment de grootste tijdspanne tussen twee overwinningen in. Het was tevens 50 Grands Prix daarvoor - en sinds de Grote Prijs van de Verenigde Staten van 1960 - dat Brabham voor het laatst de leider van het kampioenschap was geweest, eveneens een record.

1906 · 1907 · 1908 · 1912 · 1913 · 1914 · 1921 · 1922 · 1923 · 1924 · 1925 · 1926 · 1927 · 1928 · 1929 · 1930 · 1931 · 1932 · 1933 · 1934 · 1935 · 1936 · 1937 · 1938 · 1939 · 1947 · 1948 · 1949 · 1950 · 1951 · 1952 · 1953 · 1954 · 1956 · 1957 · 1958 · 1959 · 1960 · 1961 · 1962 · 1963 · 1964 · 1965 · 1966 · 1967 · 1968 · 1969 · 1970 · 1971 · 1972 · 1973 · 1974 · 1975 · 1976 · 1977 · 1978 · 1979 · 1980 · 1981 · 1982 · 1983 · 1984 · 1985 · 1986 · 1987 · 1988 · 1989 · 1990 · 1991 · 1992 · 1993 · 1994 · 1995 · 1996 · 1997 · 1998 · 1999 · 2000 · 2001 · 2002 · 2003 · 2004 · 2005 · 2006 · 2007 · 2008 · 2018 · 2019 · 2021 · 2022
Als eretitel: 1923 (Italië) · 1924 (Frankrijk) · 1925 (België) · 1926 (San Sebastián) · 1927 (Italië) · 1928 (Italië) · 1930 (België) · 1947 (België) · 1948 (Zwitserland) · 1949 (Italië) · 1950 (Groot-Brittannië) · 1951 (Frankrijk) · 1952 (België) · 1954 (Duitsland) · 1955 (Monaco) · 1956 (Italië) · 1957 (Groot-Brittannië) · 1958 (België) · 1959 (Frankrijk) · 1960 (Italië) · 1961 (Duitsland) · 1962 (Nederland) · 1963 (Monaco) · 1964 (Groot-Brittannië) · 1965 (België) · 1966 (Frankrijk) · 1967 (Italië) · 1968 (Duitsland) · 1972 (Groot-Brittannië) · 1973 (België) · 1974 (Duitsland) · 1975 (Oostenrijk) · 1976 (Nederland) · 1977 (Groot-Brittannië)
Als alleenstaande race: 1983 · 1984 · 1985 · 1993 · 1994 · 1995 · 1996 · 1997 · 1999 · 2000 · 2001 · 2002 · 2003 · 2004 · 2005 · 2006 · 2007 · 2008 · 2009 · 2010 · 2011 · 2012 · 2016